# Эдуард VII
Эдуа́рд VII (Альберт Эдуард) (англ. Edward VII; 9 ноября 1841[…], Вестминстер, Большой Лондон — 6 мая 1910[…], Вестминстер, Большой Лондон) — король Соединённого королевства Великобритании и Ирландии, император Индии с 22 января 1901 года, первый из Саксен-Кобург-Готской (ныне Виндзорской) династии.

## Наследник

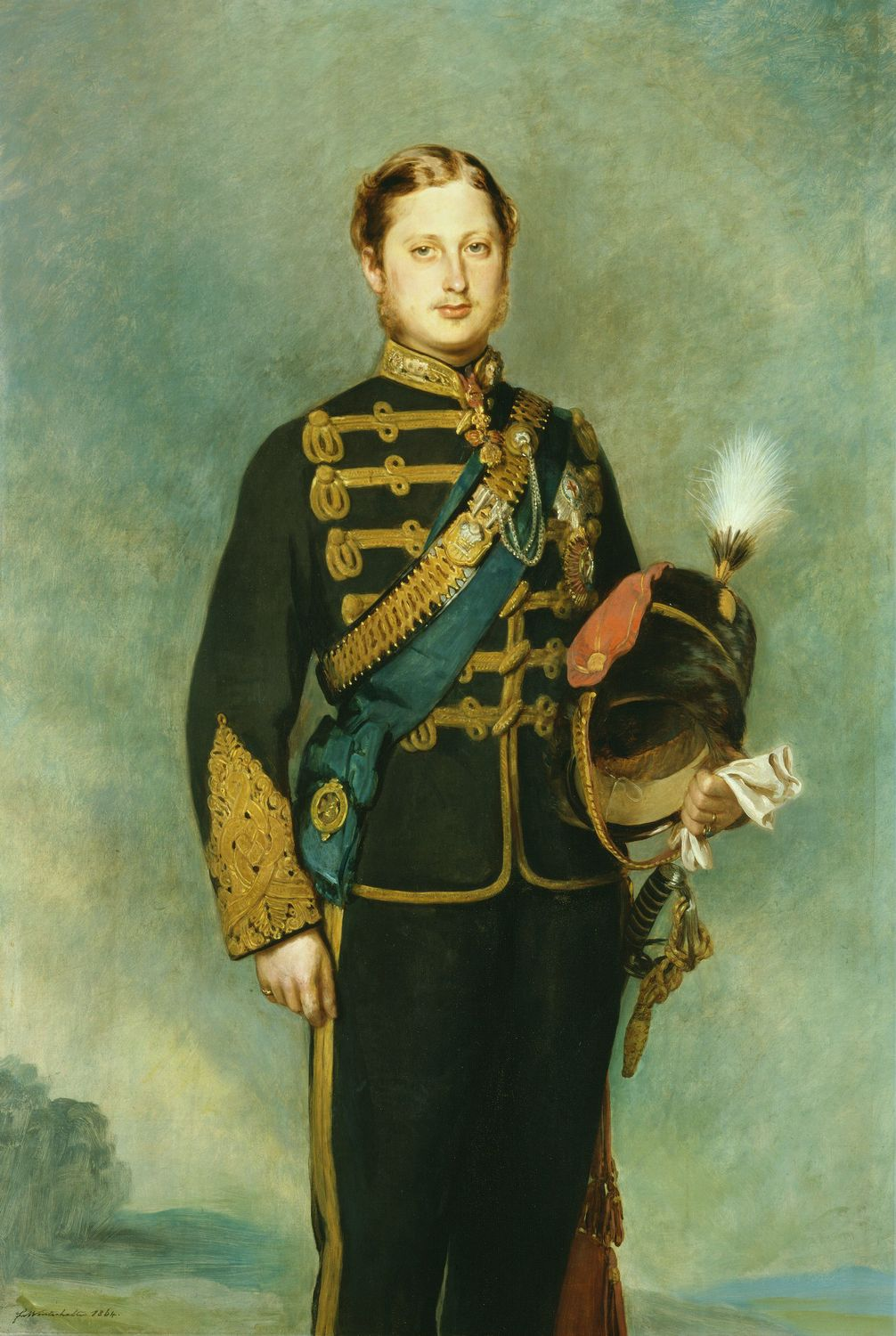
Принц Уэльский в 22-летнем возрасте

Второй ребёнок и старший сын королевы Виктории и принца-консорта Альберта Саксен-Кобург-Готского. Так как мать его жила долго, был наследником престола до 59-летнего возраста; до 14 ноября 2008 года (60-летие принца Чарльза) был старейшим принцем Уэльским в истории Великобритании.
Наследник практически не допускался к государственным делам; более того, считается, что Виктория испытывала к своему старшему сыну ненависть, необоснованно считая его виновным в смерти отца — принца Альберта.
В 1875—1876 годах принц Уэльский совершил большое путешествие в Индию, посетив по пути Грецию, Мальту, Египет, Аден, Гибралтар, Италию, Испанию и Португалию; путешествие наследника имело значение для европейской дипломатии.

## Начало правления
Царствование Эдуарда началось в январе 1901 года после кончины матери. До восшествия на престол принц Уэльский был больше известен под своим первым крестильным именем Альберт (уменьшительно Берти), а мать (в память о покойном муже) желала, чтобы сын царствовал под именем Альберт-Эдуард I. Но из-за того, что королей Великобритании с именем Альберт не было (и, что важнее, это имя многие англичане считали немецким) и не было прецедентов использования двойных имён, тронным именем преемника Виктории стало второе имя — Эдуард. Коронация нового монарха была назначена на 26 июня 1902 года, однако за несколько дней до этой даты у короля случился аппендицит, ему потребовалась немедленная операция, поэтому церемонию перенесли — единственный раз за всю историю Великобритании, и Эдуард был коронован на полтора месяца позже, 9 августа того же года.

## Политика

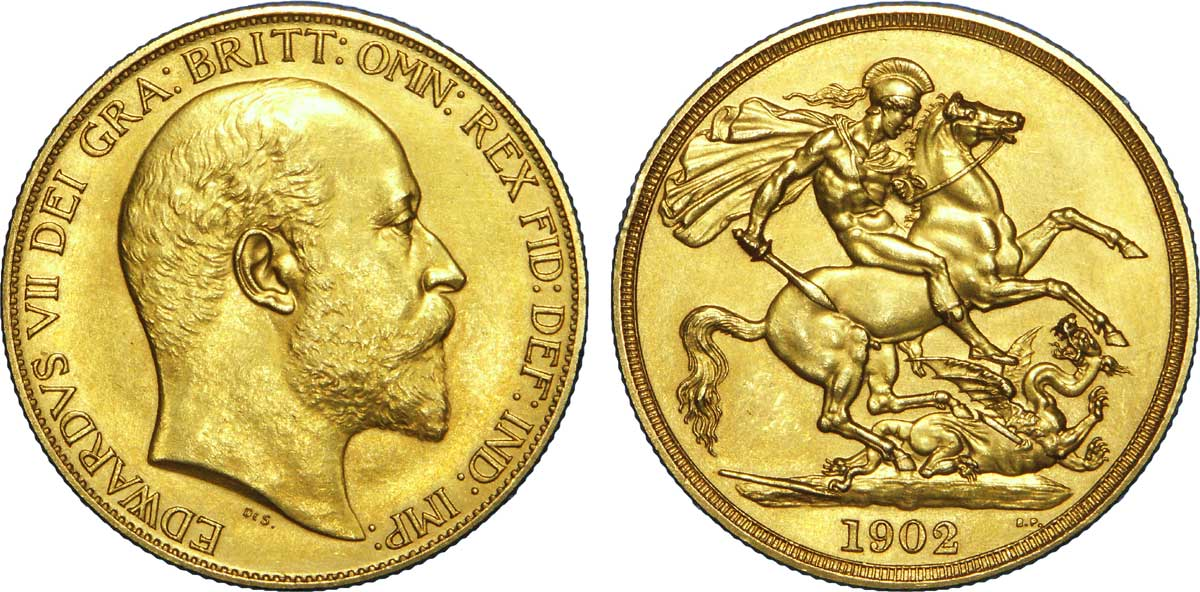
Эдуард VII

На манер своей матери «бабушки Европы» Виктории имел прозвище «дядюшка Европы» (англ. the Uncle of Europe), поскольку приходился дядей нескольким европейским монархам, царствовавшим в одно время с ним, включая Николая II и Вильгельма II.
Король внёс большой личный вклад в создание Антанты, посетив с официальными визитами Францию (1903) и Россию (1908). Были заключены англо-французское соглашение 1904 и англо-русское соглашение 1907. Он был первым британским монархом, побывавшим в России (ранее, в 1906 году, он отложил визит из-за напряжённых англо-русских отношений в связи с инцидентом на Доггер-Банке). Хотя эти шаги в исторической перспективе оказались консолидацией сил перед Первой мировой войной, в глазах современников Эдуард VII был «Миротворцем» (the Peacemaker), как и инициатор франко-русского союза Александр III. Именно при нём стали стремительно ухудшаться отношения с Германской империей, кайзера Вильгельма II Эдуард не любил. В «эдвардианскую эпоху» в стране произошла вспышка шпиономании, алармизма и германофобии. Король сыграл значительную роль в реформе британского флота и военно-медицинской службы после англо-бурской войны.
Эдвардианская эпоха (по ностальгическим коннотациям примерно соответствующая «Прекрасной эпохе» во Франции и «серебряному веку», «мирному времени», «времени до 1913 года» в России) ознаменована усилением политической активности населения, популяризацией лейборизма и суфражизма в Британии, интенсивным промышленно-техническим развитием.

## Личная жизнь
Принц Уэльский женился 10 марта 1863 года на Александре, принцессе Датской (1 декабря 1844 — 20 ноября 1925), сестре русской императрицы Марии Фёдоровны (Дагмар). От этого брака было шестеро детей:
- Альберт Виктор (8 января 1864 — 14 января 1892), герцог Кларенс;
- Георг (3 июня 1865 — 20 января 1936), король Великобритании Георг V;
- Луиза (20 февраля 1867 — 4 января 1931), замужем за Александром, герцогом Файф;
- Виктория (6 июля 1868 — 3 декабря 1935), замужем не была;
- Мод (26 ноября 1869 — 20 ноября 1938), замужем за королём Норвегии Хоконом VII.
- Александр Джон (6 апреля 1871 — 7 апреля 1871).

В бытность принцем Уэльским был известен жизнелюбивым нравом, пристрастием к бегам, охоте; большой поклонник прекрасного пола (среди его фавориток были актрисы Сара Бернар и Лилли Лэнгтри), что не вредило его репутации и не скрывалось от Александры, которая поддерживала с этими женщинами ровные отношения. Правнучка его последней любовницы, Алисы Кеппел, также стала любовницей (и потом женой) принца Уэльского — это Камилла Паркер Боулз, нынешняя жена короля Карла III. Официально считается, что её бабушка родилась от мужа Алисы; нет данных о том, чтобы Эдуард признавал своими каких-либо детей, кроме законных.
Эдуард был великим мастером Объединённой великой ложи Англии в 1874—1901 гг., участвовал в собраниях многих лож в Британии и на континенте. Некоторые его выступления на масонскую тематику были публичными.
В 1908 году Эдуард VII открыл летние Олимпийские игры в Лондоне.
Пользовался большой популярностью как принц и как король и в Англии, и за границей.

## Награды
- 28 мая 1844 года был награждён орденом Св. Андрея Первозванного[10].
- Медаль Альберта (Королевское общество искусств) (1901)

## Память
- В честь принца Уэльского Альберта-Эдуарда назван канадский сельский муниципалитет Альберт в провинции Манитоба.
- В 1907 году появилась марка трубочного табака Принц Альберт, созданная американским табачным промышленником Ричардом Джошуа Рейнольдсом.

## Галерея

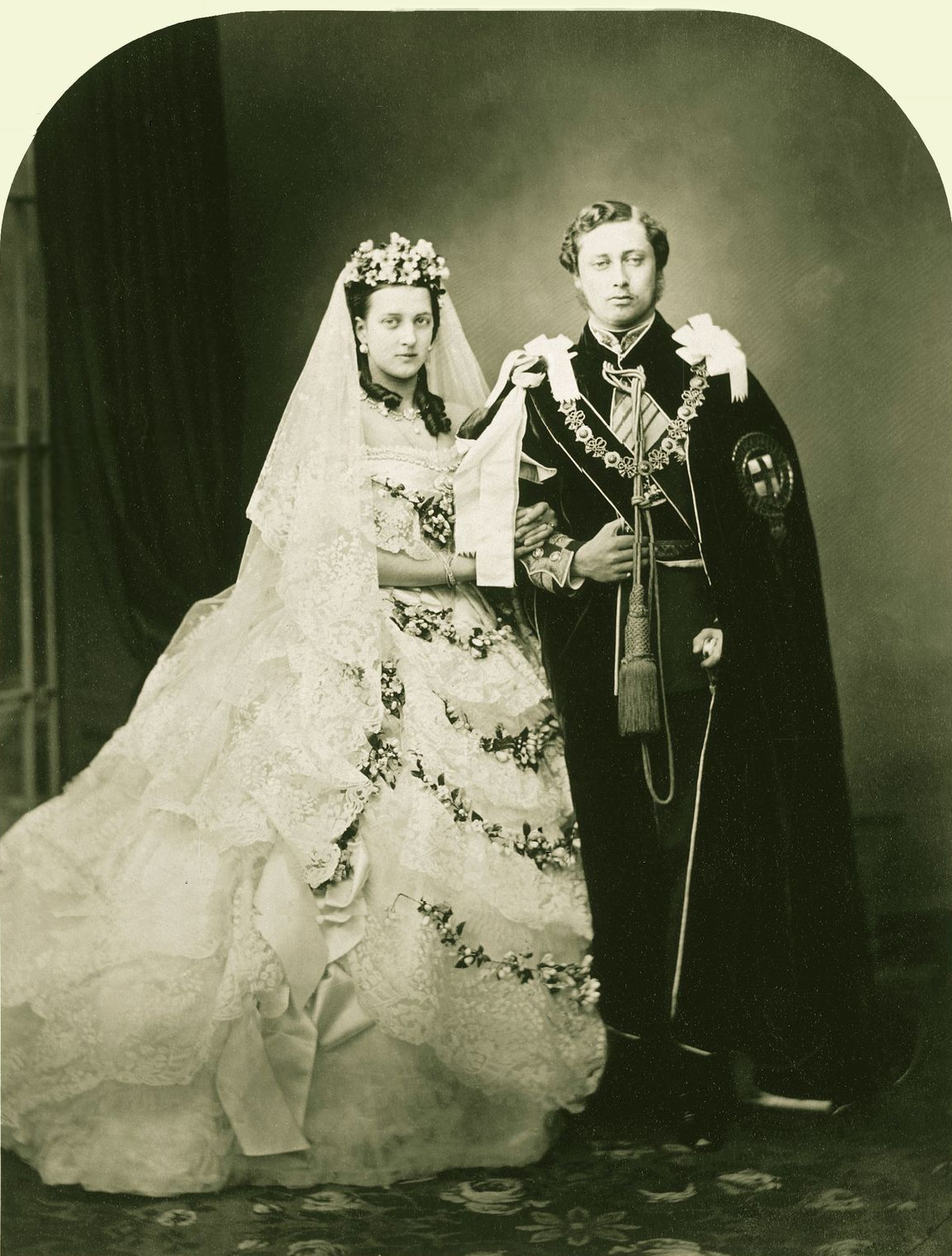
Принц Эдвард и Александра Датская в день свадьбы в 1863 году.
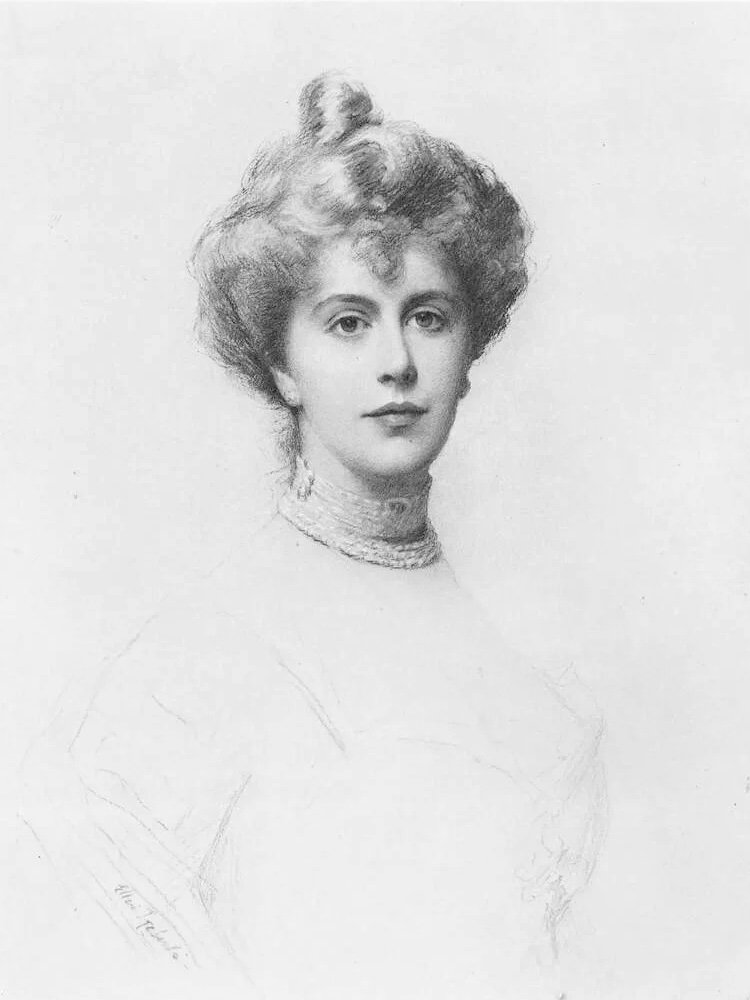
Алиса Кеппел, его последняя любовница, около 1900 года.
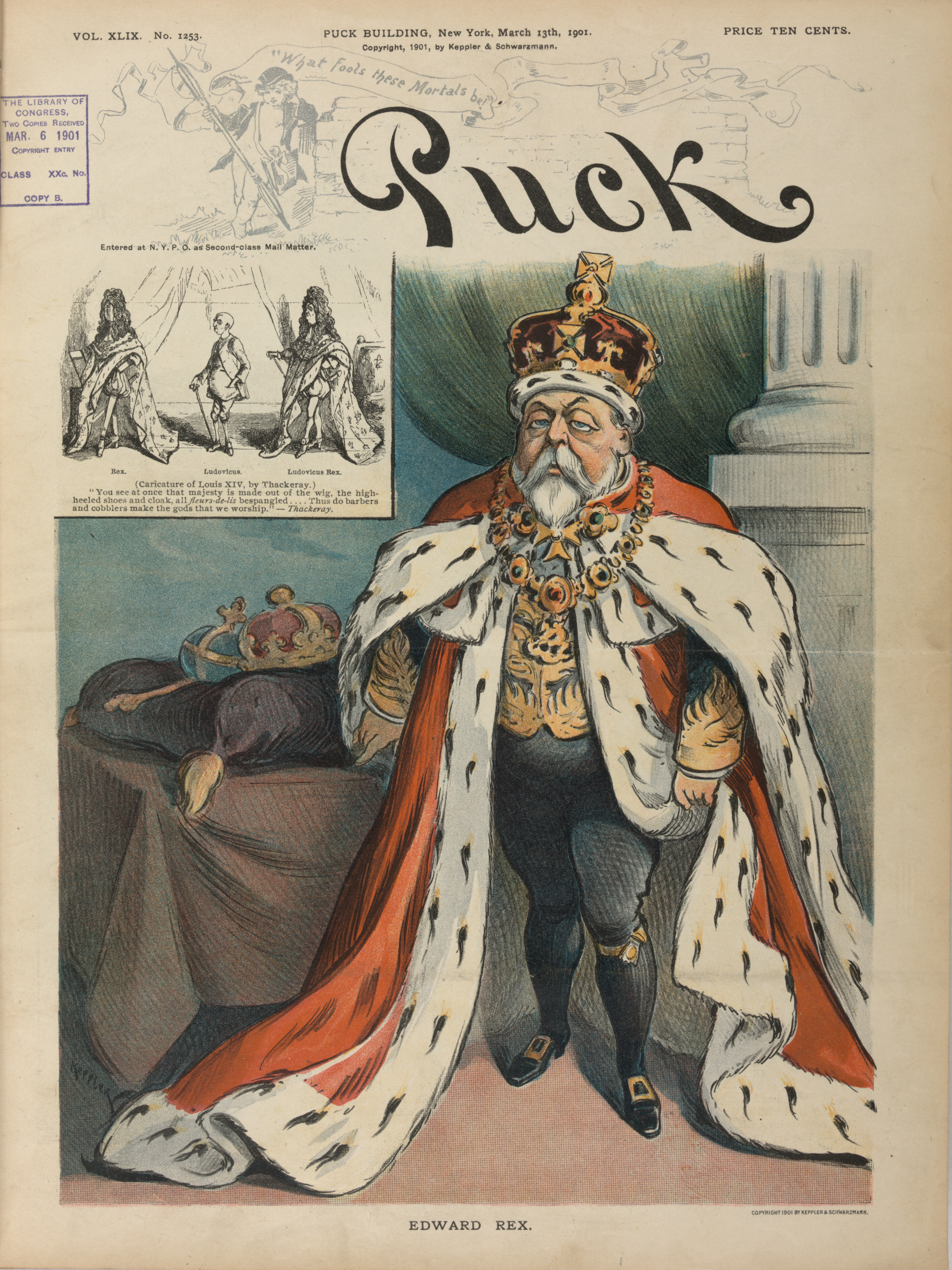
Карикатура в журнале Puck, 1901 год.
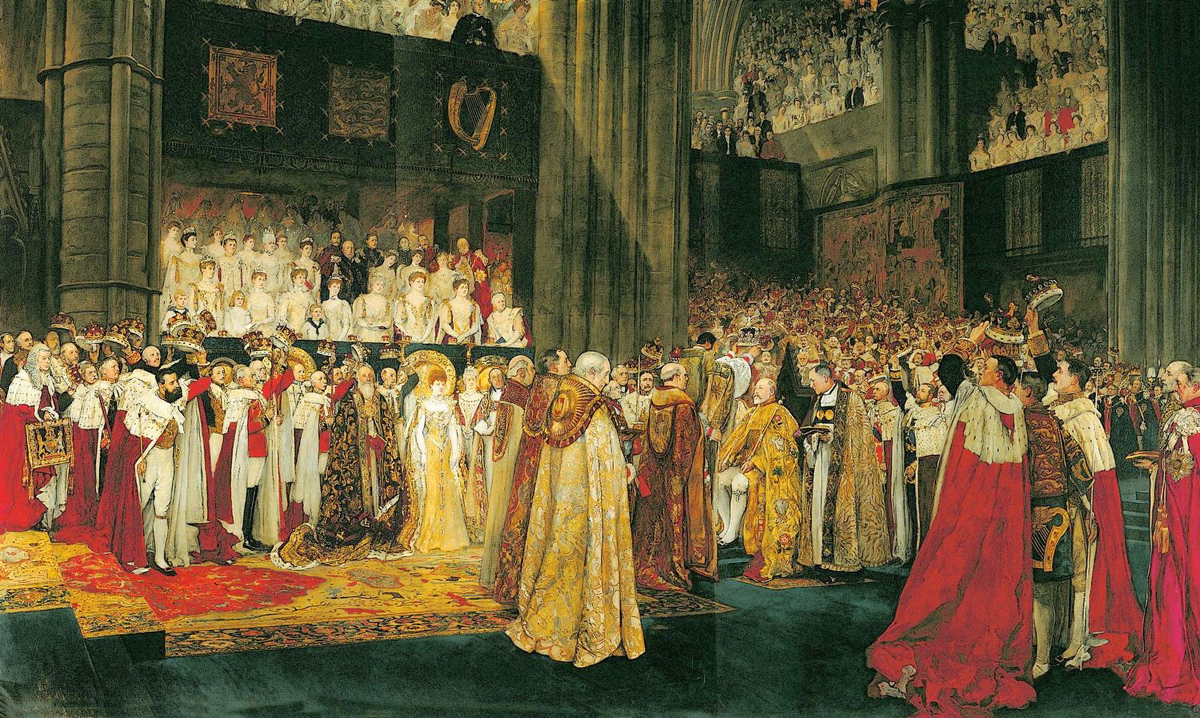
Эдвин Остин Эбби - Коронация 9 августа 1902 года.
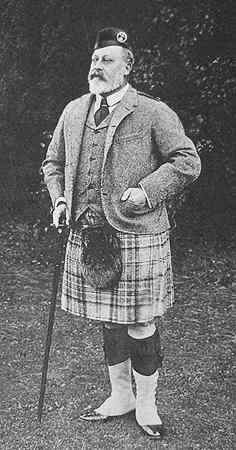
Король в шотландском костюме, 1904 год.